# سوبريور
سوبريور (ويسكونسن) (بالإنجليزية: Superior, Wisconsin)‏ هي مدينة، second-class city و مقر المقاطعة تقع في الولايات المتحدة في مقاطعة دوغلاس (ويسكونسن). يقدر عدد سكانها بـ 27,244 نسمة ومساحتها 144.13 كم2 .

## التركيبة السكانية
قام مكتب تعداد الولايات المتحدة بتحديد بيانات التركيبة السكانية لسوبريورفي تعداد الولايات المتحدة. في ما يلي، التركيبة السكانية حسب تعدادي 2000 و2010.

### تعداد عام 2000
بلغ عدد سكان سوبيريور 2,055 نسمة بحسب تعداد عام 2000، وبلغ عدد الأسر 980 أسرة وعدد العائلات 598 عائلة مقيمة في المدينة. في حين سجلت الكثافة السكانية 1,090.6 نسمة لكل ميل مربع (421.1/كم2). وبلغ عدد الوحدات السكنية 1,123 وحدة بمتوسط كثافة قدره 596.0 نسمة لكل ميل مربع (230.1/كم2).
وتوزع التركيب العرقي للمدينة بنسبة 98.83% من البيض و 0.24% من الأمريكيين ذوي الأصول الآسيوية و 0.05% من الأمريكيين الأفارقة و 0.34% من عرقين مختلطين أو أكثر.
بلغ عدد الأسر 980 أسرة كانت نسبة 23.3% منها لديها أطفال تحت سن الثامنة عشر تعيش معهم، وبلغت نسبة الأزواج القاطنين مع بعضهم البعض 53.7% من أصل المجموع الكلي للأسر، ونسبة 6.4% من الأسر كان لديها معيلات من الإناث دون وجود شريك، وكانت نسبة 38.9% من غير العائلات. تألفت نسبة 36.7% من أصل جميع الأسر من أفراد ونسبة 21.4% كانوا يعيش معهم شخص وحيد يبلغ من العمر 65 عاماً فما فوق. وبلغ متوسط حجم الأسرة المعيشية 2.72، أما متوسط حجم العائلات فبلغ 2.10.
بلغ العمر الوسطي للسكان 48 عاماً. وكانت نسبة 21.4% من القاطنين تحت سن الثامنة عشر، وكانت نسبة 4.2% بين الثامنة عشر والأربعة وعشرون عاماً، ونسبة 21.0% كانت واقعةً في الفئة العمرية ما بين الخامسة والعشرون حتى والأربعة وأربعون عاماً، ونسبة 24.6% كانت ما بين الخامسة والأربعون حتى الرابعة والستون، ونسبة 28.8% كانت ضمن فئة الخامسة والستون عاماً فما فوق. يوجد لكل 100 أنثى 82.8 ذكر، ويوجد لكل 100 أنثى في الثامنة عشر من عمرها فما فوق 81.1 ذكر.
بلغ متوسط دخل الأسرة في المدينة 28,405 دولار، أما متوسط دخل العائلة فبلغ 33,125 دولار. وكان متوسط دخل الذكور 24,125 دولار مقابل 21,542 دولار للإناث. وسجل دخل الفرد الخاص بالمدينة 20,525 دولار. وكانت نسبة 10.4% من العائلات ونسبة 13.7% من السكان تحت خط الفقر، وكان من هؤلاء نسبة 35.2% تحت سن الثامنة عشر ونسبة 3% في الخامسة والستين من العمر وما فوق.

### تعداد عام 2010
بلغ عدد سكان سوبريور 27,244 نسمة بحسب تعداد عام 2010، وبلغ عدد الأسر 11,670 أسرة وعدد العائلات 6,548 عائلة مقيمة في المدينة. في حين سجلت الكثافة السكانية 737.1 نسمة لكل ميل مربع (284.6/كم2). وبلغ عدد الوحدات السكنية 12,328 وحدة بمتوسط كثافة قدره 333.5 لكل ميل مربع (128.8/كم2).
وتوزع التركيب العرقي للمدينة بنسبة 91.5% من البيض و 2.6% من الأمريكيين الأصليين و 1.2% من الأمريكيين ذوي الأصول الآسيوية و 1.4% من الأمريكيين الأفارقة و 3.1% من عرقين مختلطين أو أكثر.
بلغ عدد الأسر 11,670 أسرة كانت نسبة 28.3% منها لديها أطفال تحت سن الثامنة عشر تعيش معهم، وبلغت نسبة الأزواج القاطنين مع بعضهم البعض 37.2% من أصل المجموع الكلي للأسر، ونسبة 13.5% من الأسر كان لديها معيلات من الإناث دون وجود شريك، بينما كانت نسبة 5.4% من الأسر لديها معيلون من الذكور دون وجود شريكة وكانت نسبة 43.9% من غير العائلات. وبلغ متوسط حجم الأسرة المعيشية 2.84، أما متوسط حجم العائلات فبلغ 2.23.
بلغ العمر الوسطي للسكان 35.4 عاماً. وكانت نسبة 21.3% من القاطنين تحت سن الثامنة عشر، وكانت نسبة 13.4% بين الثامنة عشر والأربعة وعشرون عاماً، ونسبة 26% كانت واقعةً في الفئة العمرية ما بين الخامسة والعشرون حتى والأربعة وأربعون عاماً، ونسبة 25.9% كانت ما بين الخامسة والأربعون حتى الرابعة والستون، ونسبة 13.5% كانت ضمن فئة الخامسة والستون عاماً فما فوق. وتوزع التركيب الجنسي للسكان بنسبة 49.0% ذكور و51.0% إناث.